# Guestwick
Guestwick is een civil parish in het bestuurlijke gebied Broadland, in het Engelse graafschap Norfolk met 207 inwoners.